# サムスン・ベンチャー投資
サムスン・ベンチャー投資（Samsung Venture Investment Corporation）とは、大韓民国の投資会社。

## 概要
サムスングループに属する。ベンチャー投資の会社。